# Варниця (річка)
Варниця — річка в Україні, у Хотинському районі Чернівецької області. Права притока Дністра (басейн Чорного моря).

## Опис
Довжина річки приблизно 9,4 км.

## Розташування
Бере початок на південному заході від Хотина. Тече переважно на північний захід і у присілку Пригородка впадає у річку Дністер.
Біля витоків річки проходить автошлях Н 03.